# Ipomoea tabascana
Ipomoea tabascana là một loài thực vật có hoa trong họ Bìm bìm. Loài này được J.A. McDonald & D.F. Austin mô tả khoa học đầu tiên năm 1990.